# Deierri
Deierri (cooficialment en castellà Valle de Yerri) és un municipi de Navarra, a la comarca d'Estella Oriental, dins la merindad d'Estella. Limita al nord amb Lezaun, Gesalatz i Abartzuza, a l'oest amb Zirauki, a l'est amb Allín i al sud amb Lizarra i Villatuerta.

## Concejos
- Alloz/Allotz.
- Arandigoyen/Arandigoien.
- Arizala/Aritzala.
- Arizaleta/Aritzaleta.
- Azcona/Aizkoa.
- Bearin.
- Eraul.
- Grocin/Gorozin.
- Ibiricu de Yerri/Ibiriku Deierri.
- Iruñela.
- Lácar/Lakar.
- Lorca/Lorka.
- Murillo de Yerri/Murelu Deierri.
- Murugarren.
- Riezu/Errezu.
- Ugar.
- Villanueva de Yerri/Hiriberri Deierri.
- Zábal/Zabal.
- Zurucuáin/Zurukuain.

## Etimologia
Deierri significa Terra de Deio en euskera. Durant l'edat mitjana i abans que fos fundada la vila d'Estella en el segle xi, aquest era el nom comú de l'actual comarca de Terra Estella, ja que el centre neuràlgic no es trobava encara en la seva actual capital, sinó en la fortalesa de Monjardín (el nom antic de la qual era precisament Deio). Amb el pas del temps el nom Deierri va deixar d'aplicar-se a tota la comarca i es va anar limitant a la part nororiental de la mateixa (valls de Gesalatz i Deierri), fins que finalment es va referir únicament a la vall que ha conservat el nom fins a l'actualitat. Es creu que el nom va tenir origen en un error de traducció del topònim originari al castellà. Un anònim escribà va dividir la paraula en dues (de Yerri), pensant que la primera part del nom era una preposició, denominant-lo vall de Yerri

## Demografia
| Evolució demogràfica                               | Evolució demogràfica | Evolució demogràfica | Evolució demogràfica | Evolució demogràfica | Evolució demogràfica | Evolució demogràfica | Evolució demogràfica | Evolució demogràfica | Evolució demogràfica | Evolució demogràfica |
| 1996                                               | 1998                 | 1999                 | 2000                 | 2001                 | 2002                 | 2003                 | 2004                 | 2005                 | 2006                 | 2007                 |
| -------------------------------------------------- | -------------------- | -------------------- | -------------------- | -------------------- | -------------------- | -------------------- | -------------------- | -------------------- | -------------------- | -------------------- |
| 1 528                                              | 1 486                | 1 229                | 1 436                | 1 403                | 1 549                | 1 562                | 1 516                | 1 557                | 1 561                | 1 560                |
| Fonts: Deierri i Institut d'Estadística de Navarra |                      |                      |                      |                      |                      |                      |                      |                      |                      |                      |